# Anders Graneheim
Anders Graneheim, född 3 maj 1962 i Timrå, är en svensk kroppsbyggare. Anders Graneheim var svensk och nordisk mästare i bodybuilding under 1980-talet. Efter flera års tävlingsuppehåll kom han på tredje plats efter två professionella kroppsbyggare i Sweden Grand Prix i Göteborg 1997, hans första tävling på nio år.
Graneheim vann sedan bodybuildingtävlingen B&K Classic Body Show 2000, vilket gav honom en proffslicens som bodybuilder. 2002 tävlade Anders Graneheim i den internationella proffstävlingen Master's Mr. Olympia i USA, en tävling för kroppsbyggare över 40 år.

## Tävlingsmeriter
- 2002 - "Master's Mr. Olympia", 10:e plats
- 2000 - "B&K Classic Body Show", segrare
- 1997 - "Sweden Grand Prix", 3:a
- 1988 - Svensk Mästare, i viktklassen –90 kg
- 1986 - VM i Tokyo, femte plats
- 1986 - Norrländsk Mästare, –80 kg, Svensk Mästare, –80 kg
- 1985 - EM-kval, 2:a i viktklassen -80 kg
- 1983 - Norrländsk Mästare, juniorklassen, -70 kg, Svensk Mästare, juniorklassen, -70 kg, Nordisk Mästare, juniorklassen, -70 kg
- 1983[1] - "Mr Fotonorden Junior", fototävling för unga kroppsbyggare från de nordiska länderna

Anders Graneheim anses vara Sveriges bäste kroppbyggare genom tiderna, framför allt vad gäller symmetri, och han är även rådgivare för andra idrottsmän och föredragshållare på gym, idrottsklubbar och skolor inom ämnesområdena kost och träning, samt skribent i idrottstidningen Body, tidigare B&K Sports Magazine. 
Han är en av de få svenska kroppsbyggare som blivit välkända även för en större allmänhet, och han porträtterades i TV-dokumentären "Sista posen" i SVT sommaren 2003, ett program som även sändes i både dansk och norsk TV vid flera tillfällen under 2004 och 2005. 
Efter att han avslutat sin aktiva karriär som tävlingskroppsbyggare år 2002 har Anders Graneheim etablerat sig som rådgivare och föredragshållare inom bodybuilding och träning.

## Familj
Bor numera i Sundsvall med sin fru Catharina Graneheim. Tillsammans har de sönerna Victor Graneheim (f. 1990), och William Graneheim (f. 1999).

## Fotnoter
1. ↑  Resultatet av tävlingen presenterades 1983 i den svenska bodybuildingtidningen Hercules nr 3-83. Tidningen utges ej numera.